# 가이 윌리엄스

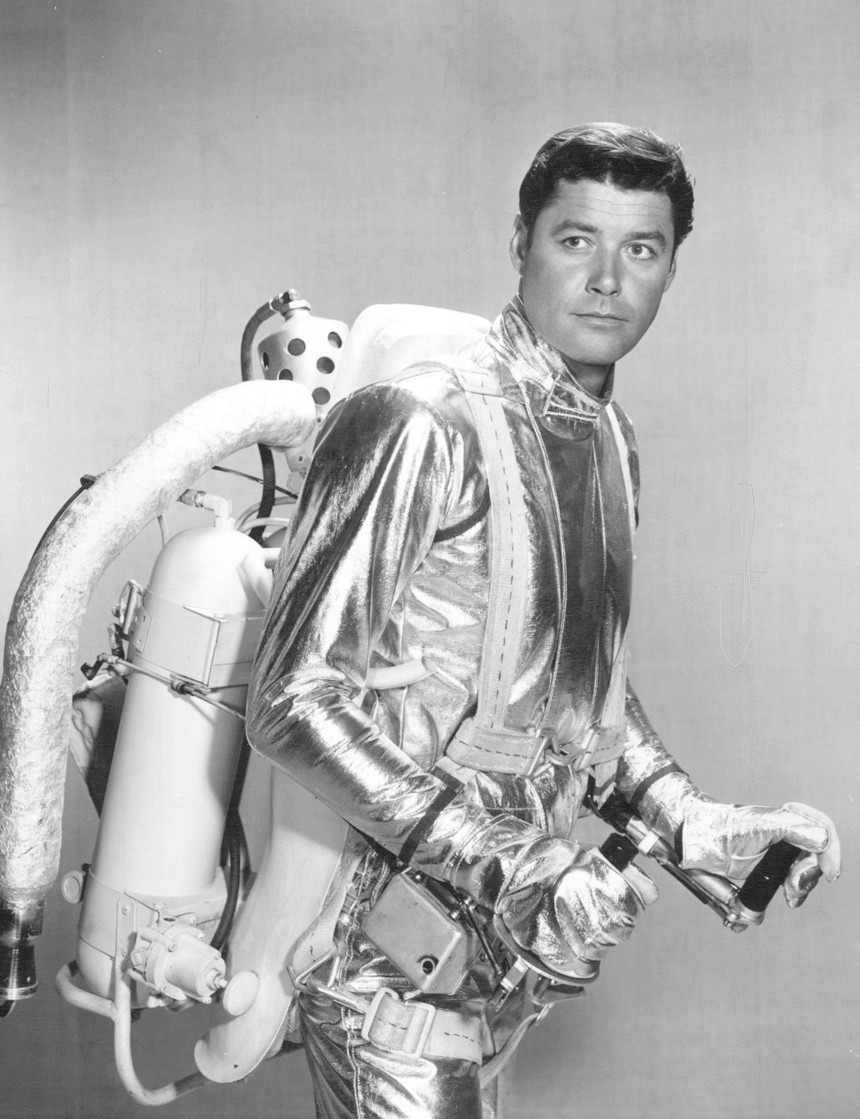

가이 윌리엄스(Guy Williams, 1924년 1월 14일 ~ 1989년 4월 30일)는 미국의 배우, 텔레비전 배우, 모델, 영화배우이다.
맨해튼에서 태어났으며 부에노스아이레스에서 사망하였다. 사인은 뇌동맥류이다.

## 방송
- 조로

## 영화
- 0시를 향하여 (2007년)
- 우주가족 로빈슨 (1965년)
- 캡틴 신드바드 (1963년)
- 왕자와 거지 (1962년)
- 보난자 (1959년)
- 조로, 더 어벤저 (1959년)
- 조로의 싸인 (1958년)
- 조로 (1957년)
- 잇 워즈 어 틴에지 웨어울프 (1957년)
- 디즈니랜드 (1954년) - 조로 역